# Nyitrai Zsolt
Nyitrai Zsolt (Eger, 1977. április 12. –) magyar politikus, jogász, 2002 óta a Fidesz színeiben országgyűlési képviselő.

## Életpályája
Egerben végezte az általános iskolát. 1995-ben érettségizett a Gárdonyi Géza Gimnáziumban. Jogász diplomáját a Miskolci Egyetem Állam- és Jogtudományi Karán szerezte 2001-ben. Angol és olasz nyelven beszél.

## Közéleti tevékenysége
1994 óta tagja a Fidesz – Magyar Polgári Szövetségnek. 1998-ban az országgyűlési választás kampányának irányítója volt Egerben. 1998-2002 között önkormányzati képviselő szülővárosában, valamint az Ifjúsági- és Sportbizottság elnöke. Alapító elnöke a Fidelitas első vidéki csoportjának, 2001-ben a Fidelitas országos alelnökévé választották. 2000-től 2002-ig az Ifjúsági és Sportminisztérium kabinetfőnök-helyettese volt.
2004-ben a Fidesz – Magyar Polgári Szövetség nagyarányú győzelmét hozó európai parlamenti választás kampányfőnök-helyettese, majd a 2006-os önkormányzati választásokon kampányigazgatóként látta el feladatait.
2006 decemberétől a Fidesz – Magyar Polgári Szövetség operatív igazgatója, fő feladatai közé különféle kampányok, politikai akciók központi koordinációja, az országos arculat formálása valamint a Szövetség nagyrendezvényeinek összefogása tartozik. A Fidelitas és a Fidesz egyik meghatározó háttérpolitikusa.
2010-ben ismét országgyűlési mandátumot szerzett a Heves megyei területi listán. 2010. június 2. és 2011 szeptembere között a Nemzeti Fejlesztési Minisztérium Infokommunikációs Államtitkárságát vezette.

## Az Országgyűlésben végzett tevékenysége
A 2002-es országgyűlési választásokon a Fidesz-MDF közös országos listájáról szerezte mandátumát. Mint az egyik legfiatalabb képviselő, az alakuló országgyűlés egyik korjegyzője lehetett. 2002-2006 között a Rendészeti bizottság, valamint az Európai integrációs és Nemzetközi Együttműködési Albizottság tagja volt. A négyéves parlamenti ciklusban 73 önálló és 137 nem önálló indítvánnyal fordult az Országgyűléshez. Többnyire szakterületének megfelelő kérdésekkel irányította a figyelmet az MSZP-SZDSZ kormánytöbbség be nem tartott ígéreteire. Ugyanezt szolgálta a Ház plenáris ülésein történő fölszólalása összesen 34 alkalommal.
A 2006-os országgyűlési választásokon pártja Heves megyei területi listájáról került az Országgyűlésbe. A Gazdasági és Informatikai bizottság Fidesz – Magyar Polgári Szövetség által delegált tagja, 2006 augusztusától a Fidesz-KDNP frakciószövetség Informatikai- és Telekommunikációs munkacsoportjának vezetője lett. 2006-os mandátumszerzése óta 10 önálló és 30 nem önálló indítványát tárgyalta a Ház, és 11 alkalommal kért szót, hogy a Ház falai között fejthesse ki véleményét. 2007-ben a Fogyasztóvédelmi eseti bizottság, 2008-ban pedig az e-befogadásügyi eseti bizottság tagja lett. Bizottsági megbízatásai a 2010-es választásokkal jártak le.
A 2010-es országgyűlési választásokon újfent pártja Heves megyei területi listájáról nyert mandátumot; az új parlamentben egyetlen bizottságba sem került be.
A 2014-es országgyűlési választáson országgyűlési egyéni mandátumot szerzett a Heves megyei 1. számú választókerületben.
A 2018-as országgyűlési választáson ismét országgyűlési egyéni mandátumot szerzett a Heves megyei 1. számú választókerületben.

## Informatika és telekommunikáció
Szakpolitikusként a Fideszben 2006-2010 között újjáalakult Informatikai és Telekommunikációs Munkacsoport vezetőjeként dolgozott. A munkacsoportban az informatika és a távközlés iránt elkötelezett fideszes európai parlamenti és országgyűlési képviselők, valamint civil szakértők tevékenykednek, a munkacsoport közös a KDNP-vel. A munkacsoport fő feladata a Fidesz infokommunikációs stratégiájának kidolgozása, az országgyűlési képviselőcsoport ilyen tárgyú döntéseinek előkészítése, a frakció álláspontjának kialakítása, valamint kapcsolattartás a szakmai és a civil szervezetekkel.
Nyitrai a Fidesz-KDNP 2010-es kormányalakítását követően a Nemzeti Fejlesztési Minisztérium Infokommunikációs Államtitkárságának vezetője 2010. június 2. és 2011. szeptember 12. között (utódját csak 2012. november 15-én találták meg Vályi-Nagy Vilmos személyében).
Kinevezése után a Fidesz Informatikai és Telekommunikációs Munkacsoportjának új elnöke Koszorús László lett. Magyarország EU-elnöksége alatt Nyitrai az Európai Távközlési Miniszterek Tanácsának Elnöke.

## Miniszterelnöki biztos
2011 szeptemberétől 2012 júliusáig Orbán Viktor miniszterelnök felkérésére miniszterelnöki biztosként dolgozott, feladatkörébe a kormányzati konzultációk irányítása és a kormányzat humánpolitikai ügyei tartoztak.

## Választókerületi elnök
2012. május 8-án Orbán Viktor, a Fidesz elnöke, Magyarország miniszterelnöke az új, egri központú – Heves megye 1. számú – választókerület elnökének nevezte ki.

## Miniszteri biztos
Lázár János, a Miniszterelnökséget vezető miniszter a Heves megyei fejlesztési projektek megvalósításának támogatása céljából miniszteri biztossá nevezte ki, a tisztséget 2015. június 1-jétől tölti be.

## Miniszterelnöki megbízott
2016. november 15-én Orbán Viktor, Magyarország miniszterelnöke a kormányzat stratégiai társadalmi kapcsolatainak összehangolásával bízta meg, munkáját a Miniszterelnöki Kabinetirodán titkárság segíti.
2018. május 18-án Orbán Viktor, Magyarország miniszterelnöke kiemelt társadalmi ügyekért felelős miniszterelnöki megbízottnak nevezte ki, munkáját a Miniszterelnöki Kabinetirodán titkárság segíti.

## A miniszterelnök főtanácsadója
Nyitrai Zsolt 2016-tól Orbán Viktor miniszterelnök főtanácsadója.

## Miniszterelnöki biztos
2022. június 10-től miniszterelnöki biztosként segíti Orbán Viktor munkáját a Miniszterelnöki Kabinetirodán, fő feladata a kormány kiemelt társadalmi ügyekben folytatott tevékenységének és kommunikációjának összehangolása.
Nyitrai Zsolt miniszterelnöki biztos javaslatot tesz szociálpolitikai és idősügyi intézkedések megtételére, és részt vesz azok végrehajtásában, figyelemmel kíséri a kiemelt ügyek kormányzaton belüli előrehaladását. Orbán Viktor megbízásából a miniszterelnöki biztos ellátja a kormány kiemelt társadalmi partnereivel való kapcsolattartás és egyeztetés feladatát is.

## Főbb művei
- Nemzeti ügyek politikája; szerk. Nyitrai Zsolt]; Fidesz – Magyar Polgári Szövetség Központi Hivatal–KDNP, Budapest, 2010
- Csakazértis. Ahogy Orbán Viktor főtanácsadója látta. Magyarország 2002–2022. 20 év közélet mérföldkövei Nyitrai Zsolt szemszögéből; riporter Ómolnár Miklós; Szilvia és Társa, Páty, 2023

## Érdekességek
Rendszeresen tartja a kapcsolatot a Magyar Bélyeggyűjtők Országos Szövetségével, gyakran méltatja a tevékenységüket nyilvánosan is.